# Агванга (Каліфорнія)
Агванга (англ. Aguanga) — переписна місцевість (CDP) в США, в окрузі Ріверсайд штату Каліфорнія. Населення — 989 осіб (2020).

## Географія
Агванга розташована за координатами 33°27′8″ пн. ш. 116°51′20″ зх. д. / 33.45222° пн. ш. 116.85556° зх. д. (33.452246, -116.855471).  За даними Бюро перепису населення США в 2010 році переписна місцевість мала площу 35,22 км², уся площа — суходіл.

## Демографія
Згідно з переписом 2010 року, у переписній місцевості мешкало 1128 осіб у 470 домогосподарствах у складі 334 родин. Густота населення становила 32 особи/км².  Було 984 помешкання (28/км²).
Расовий склад населення:
| - 82,4 % — білих - 2,1 % — азіатів - 1,8 % — корінних американців - 1,0 % — чорних або афроамериканців - 9,7 % — осіб інших рас |

До двох чи більше рас належало 3,1 %. Частка іспаномовних становила 24,3 % від усіх жителів.
За віковим діапазоном населення розподілялося таким чином: 15,3 % — особи молодші 18 років, 54,6 % — особи у віці 18—64 років, 30,1 % — особи у віці 65 років та старші. Медіана віку мешканця становила 53,4 року. На 100 осіб жіночої статі у переписній місцевості припадало 102,5 чоловіків;  на 100 жінок у віці від 18 років та старших — 104,5 чоловіків також старших 18 років.
Середній дохід на одне домашнє господарство  становив 53 541 долар США (медіана — 43 505), а середній дохід на одну сім'ю — 56 814 долари (медіана — 56 172). За межею бідності перебувало 7,0 % осіб, у тому числі 0,0 % дітей у віці до 18 років та 0,0 % осіб у віці 65 років та старших.
Цивільне працевлаштоване населення становило 312 особи. Основні галузі зайнятості: освіта, охорона здоров'я та соціальна допомога — 20,5 %, будівництво — 19,2 %, виробництво — 17,9 %.